# Acacia hylonoma
Acacia hylonoma är en ärtväxtart som beskrevs av Leslie Pedley. Acacia hylonoma ingår i släktet akacior, och familjen ärtväxter. Inga underarter finns listade i Catalogue of Life.